# Мийт Лоуф
Мийт Лоуф (на английски: Meat Loaf – прякор от детските му години) е артистичният псевдоним на Майкъл Лий Ади (или Адей) (на английски: Michael Lee Aday) – американски певец, текстописец, музикален продуцент и актьор. Мийт Лоуф е роден в Далас на 27 септември 1947 г. като Марвин Лий Ади (на английски: Marvin Lee Aday). Известни негови хитове са „Бих направил всичко за любовта“ (на английски: I Would Do Anything for Love) и „Прилеп вън от Ада“ (на английски: Bat Out of Hell).

## Тексас, 1947 – 1967
Мийт Лоуф израства в семейство на учителка, пееща в църковен хор, и полицай. В автобиографията си споменава, че често е обикалял кръчмите с майка си, за да търсят баща му. Макар и полицай, той често е бил настаняван в изтрезвител. Първите му изяви на сцена всъщност са като актьор в училищните постановки на гимназия Thomas Jefferson High School. Заради сериозните си габарити треньорът по американски футбол, при когото тренира в гимназията, му дава прякора „meatloaf“ (по името на известното месно руло), според една от версиите на самия Мийт Лоуф. Марвин завършва гимназия през 1965 г., след което посещава известно време Lubbock Christian College в Лъбък и North Texas State University в Дентън (Тексас). След смъртта на майка си се изолира в квартира в Далас за три и половина месеца, докато не го открива негов приятел. Скоро след това Марвин отива до летището и се качва на следващия полет, който се оказва за Лос Анджелис.

## Калифорния, 1967 – 1972
В Лос Анджелис 20-годишният Мийт Лоуф сформира първата си група – Meat Loaf Soul. По време на първия им запис в студио Мийт Лоуф взема толкова високо една нота, че изгаря предпазител. Веднага са му предложени 3 договора за запис, които той отказва. Първото им появяване на сцена е като подгряваща група на Them (на Ван Морисън). Следват няколко смени на главния китарист, при които променят и името на групата – Popcorn Blizzard и Floating Circus. С последното име групата свири като подгряваща на концертите на The Who, The Fugs, „Студжис“, „Ем Си Файв“, Grateful Dead и The Grease Band.
Увеличаващата му популярност му помага да се присъедини към рок мюзикъла „Коса“. С това привлича вниманието на музикалната компания Мотаун Рекърдс, която му предлага да запише албум в дует с Шон „Стоуни“ Мърфи (една от партньорките му в „Коса“). Резултатът е албумът Stoney and Meatloaf (Meatloaf е една дума) през 1971 г.

## Ню Йорк, 1972
Успехът на Мийт Лоуф в мюзикъла „Коса“ го води до Бродуей, но многото представления (и един филм The Rocky Horror Picture Show), оставят музикалната му кариера на заден план.
През 1972 г. заедно със своя приятел текстописеца Джим Стайман започват работа по нов албум – „Bat Out of Hell“, с който Мийт Лоуф окончателно се превръща в рок звезда. Успехът обаче не идва лесно, тъй като повечето компании отказват да издадат дебютния му албум, чак до 1977 г., когато е издаден от малък независим лейбъл – Cleveland International Records.
През 1976 г. Мийт Лоуф записва водещите вокали за албума на хардрок китариста Тед Нюджънт – „Free-for-All“.
Следват много участия във филми, сериали и театрални постановки.
Записва и много студийни албуми (в това число две продължения на „прилепа“) и пет албума на живо, както и 21 тура между 1977 и 2012 година.

## Личен живот
През декември 1978 г. се запознава с бъдещата си жена – Лесли (Leslie G. Edmonds), която вече има дъщеря от предишния си брак – Пърл (Pearl). През 1979 г. семейството се мести в Стамфорд. През 1981 г. Лесли ражда момиче – Аманда (Amanda Aday). Следват отново местения от град в град, докато не се установяват в Рединг (Кънектикът).
През 1984 г. Мийт Лоуф сменя името си от Марвин на Майкъл.
През 1998 г. се завръща в Калифорния, а през 2001 г. се развежда с Лесли. През 2007 г. се жени за Дебора (Deborah Gillespie).
Мийт Лоуф е преживявал автомобилна катастрофа, две счупвания на крака след скок от сцената и аварийно кацане с частния си самолет (Лондон, октомври 2006). Той има астма и сърдечно заболяване, както и операция за отстраняване на киста от гласните струни.
Въпреки псевдонима си Meat Loaf (в превод „месно руло“) от 1981 до 1992 г. Мийт Лоуф е вегетарианец.
През 2018 г. Мийт Лоуф обявява пред списание „Роулинг Стоун“, че приключва със сцената заради силни болки след хирургически интервенции за премахване на проблемите с гърба и кръста си.

## Дискография
Студийни албуми
- Stoney & Meatloaf (1971)
- Bat Out of Hell (1977)
- Dead Ringer (1981)
- Midnight at the Lost and Found (1983)
- Bad Attitude (1984)
- Blind Before I Stop (1986)
- Bat Out of Hell II: Back Into Hell (1993)
- Welcome to the Neighbourhood (1995)
- Couldn't Have Said it Better (2003)
- Bat Out of Hell III: The Monster is Loose (2006)
- Hang Cool Teddy Bear (2010)
- Hell in a Handbasket (2012)

Концертни албуми
- Live at Wembley (1987)
- Live Around the World (1996)
- VH1: Storytellers (1999)
- Bat Out of Hell: Live with the Melbourne Symphony Orchestra (2004)
- 3 Bats Live (2007)